# Сидра (гмина)
Сидра (пол. Sidra) — сельская гмина (волость) в Польше, входит как административная единица в Сокульский повет, Подляское воеводство. Население — 3994 человека (на 2004 год).

## Демография
| Перепись                       | Всего   | Всего | Женщины | Женщины | Мужчины | Мужчины |
| ------------------------------ | ------- | ----- | ------- | ------- | ------- | ------- |
| Единицы                        | человек | %     | человек | %       | человек | %       |
| Население                      | 3994    | 100   | 1997    | 50      | 1997    | 50      |
| Плотность населения (чел./км²) | 23      | 23    | 11,5    | 11,5    | 11,5    | 11,5    |

## Сельские округа
1. Беняше
2. Берники
3. Бервиха
4. Хващево
5. Холики
6. Яцовляны
7. Ялувка
8. Юраше
9. Маковляны
10. Новинка
11. Огродники
12. Подсутки
13. Поганица
14. Похораны
15. Потрубовщызна
16. Рацево
17. Романувка
18. Сидерка
19. Сидра
20. Секерка
21. Сломянка
22. Ставорово
23. Шостаки
24. Сничаны
25. Вулька
26. Залесе
27. Звержаны

## Поселения
1. Анджеево
2. Двожиск
3. Гудебск
4. Яковля
5. Ялувка-Колёня
6. Калинувка
7. Кальвиньщына
8. Клятка
9. Князувка
10. Кшиштофорово
11. Курнатовщызна
12. Людомирово
13. Маево
14. Маево-Косцельне
15. Ольховники
16. Путновце
17. Стефаново
18. Щербово
19. Вандзин
20. Владыславово
21. Зацише
22. Зельва

## Соседние гмины
1. Гмина Домброва-Белостоцка
2. Гмина Янув
3. Гмина Кузница
4. Гмина Новы-Двур
5. Гмина Сокулка